# Obredna pesem
Obredne, nabožne ali religiozne pesmi, (latinsko religio - pobožnost, vera) časte v starejši dobi poganska božanstva.
Obredne pesmi so največkrat povezane z letnimi časi. (Spomladanske v čast Vesniku in Vesni. V dobi krščanstva izpovedujejo odnos do Boga, opevajo skrivnost kakega praznika ali verske nauke. So bogoiskateljske in bogonajditeljske. Bogoiskateljske imajo navadno osebni verski značaj, bogonajditeljske so največkrat cerkvene ali konfesionalne (lat. confiteri - priznati, izpovedati). To so mašne pesmi, pesmi ob blagoslovu, Marijine pesmi, božične, velikonočne, romarske in druge pesmi.
V ljudski poeziji jih najdemo vseh vrst. Religiozne motive najdemo tudi v umetnem pesništvu, tako pri Gregorčiču, Medvedu, Ketteju, Bevku, Vodniku in drugih.